# Neoschoenobia caustodes
Neoschoenobia caustodes là một loài bướm đêm trong họ Crambidae.